# Прва лига Мађарске у фудбалу 1922/23.
Двадесето фудбалско првенство у Мађарској је одиграно 1922/23. године.

## Преглед
Учествовало је укупно дванаест клубова, МТК је освојио првенство, што му је била десета титула.
Клубови који су се налазили изван Будимпеште су играли у регионалним лигама и победници тих лига су се квалификовали на турнир победника регионалних лига. Победник овог турнира је био предодређен за доигравање у Будимпешти где би одиграо утакмицу за титулу Мађарског шампиона против шампионског тима из Будимпеште.
Регионални шампиони су били:
- ФК Диошђер ВТК
- ФК Сегедин АК
- ФК Дебрецин ВСЦ
- ФК Печуј МСЦ
- ФК Сомбатхељ
- ФК Кечкемет

Победник победника регионалних турнира је постао ФК Сегедин АК, у финалу је победио екипу ФК Кечкемет.
- ФК Сегедин АК- ФК Кечкемет 7:0.

Плејоф утакмица у Будимпешти је одиграна и МТК је победио екипу ФК Сегедин АК. Првак је постала екипа МТК
- МТК- ФК Сегедин АК 2:0.

## Табела
| #  | Екипа                  | Утакмица | ПБ | НР | ИЗ | ГД | ГП | ГР  | Бодова | Примедба |
| -- | ---------------------- | -------- | -- | -- | -- | -- | -- | --- | ------ | -------- |
| 1  | МТК                    | 22       | 17 | 3  | 2  | 61 | 15 | +46 | 37     | Шампион  |
| 2  | ФК Ујпешт              | 22       | 16 | 2  | 4  | 49 | 11 | +38 | 34     |          |
| 3  | ФК Ференцварош         | 22       | 12 | 8  | 2  | 34 | 17 | +17 | 32     |          |
| 4  | ФК Вашаш               | 22       | 10 | 8  | 4  | 37 | 31 | +6  | 28     |          |
| 5  | ФК Тереквеш            | 22       | 9  | 6  | 7  | 41 | 33 | +8  | 24     |          |
| 6  | ВАК                    | 22       | 7  | 7  | 8  | 24 | 28 | -4  | 21     |          |
| 7  | ФК Трећи округ ТВЕ     | 22       | 8  | 5  | 9  | 25 | 38 | -13 | 21     |          |
| 8  | ФК АК VII. округ Зугло | 22       | 7  | 5  | 10 | 20 | 32 | -12 | 19     |          |
| 9  | ФК Будимпешта          | 22       | 6  | 5  | 11 | 21 | 36 | -15 | 17     |          |
| 10 | ФК Кишпешт             | 22       | 3  | 9  | 10 | 15 | 28 | -13 | 15     |          |
| 11 | ФК МАК                 | 22       | 3  | 2  | 17 | 10 | 37 | -37 | 8      |          |
| 12 | ФК АФТУ                | 22       | 2  | 4  | 16 | 10 | 41 | -31 | 8      |          |

УУ = Укупно утакмица; ПБ = Победе; НР = Нерешено; ИЗ = Укупно пораза; ГД = Голова дато; ГП = Голова примљено; ГР = Гол-разлика; Бо = Бодова

## Признања
| Шампион Мађарске у фудбалу 1922/23. |
| МТК 10. титула                      |

| Најбољи играч | Најбољи стрелац                     |
|               | Иштван Прибој (25 голова) ФК Ујпешт |

### Извор
- Mező Ferenc: Futball adattár.  978-963-7543-58-6.